# Альховіков Сергій Вікторович
Сергі́й Ві́кторович Альховіков — старший лейтенант Збройних сил України.

## З життєпису
Командир зенітного ракетного взводу аеромобільно-десантного батальйону, який в мирний час базується у Миколаївській області.
Станом на 2016 рік проживав у Миколаєві з дружиною та сином.

## Нагороди
31 жовтня 2014 року за особисту мужність і героїзм, виявлені у захисті державного суверенітету та територіальної цілісності України, вірність військовій присязі під час російсько-української війни, відзначений — нагороджений орденом «За мужність» III ступеня.